# Allygiella clathratus
Allygiella clathratus är en insektsart som beskrevs av Ball 1936. Allygiella clathratus ingår i släktet Allygiella och familjen dvärgstritar. Inga underarter finns listade i Catalogue of Life.